# 양정승
양정승(1974년 11월 21일 (음력 10월 8일) ~ )은 대한민국의 가수이자 빨간추리닝 그리고 제이보이스 그리고 Y2Y 멤버이다.

## 음반
- Dark Chocolate
- Secret
- 사랑 (Single)
- Sky & Star
- Our 1st Present (Digital Single)
- Generation
- 어린여자
- Return
- 마법의 애교쟁이
- Dreams Come True (Digital Single)
- 밤하늘의 별을 3
- 연애의 시작
- Mad Play
- 밤하늘의 별을 6
- Star Ocean
- Cello
- 밤하늘의 별을 7
- Premium
- Kiroy Y
- 밤하늘의 별을 X (THE LAST NIGHT...)
- 영
- 밤하늘의 별을 8
- 하루를 일년처럼 살아
- 밤하늘의별을9
- Eternal Love
- Forever Love
- Milky Way
- 양정승 프로젝트7
- 밤하늘의 별을 11
- 소원
- Sweet Brook
- 음악정승 (音樂正昇) Vol.1
- 음악정승 (音樂正昇) Vol.3
- 영화처럼
- 나 돌아가고싶어
- 음악정승 (音樂正昇) Vol.4
- 음악정승 (音樂正昇) Vol.2
- 고백데이
- 사랑한다 말할걸
- 내사랑
- 이별하러 가는길
- 음악정승 (音樂正昇) Vol.5
- 넌 가끔 내 생각 하지 나는 가끔가다 딴 생각 해